# Chonchón

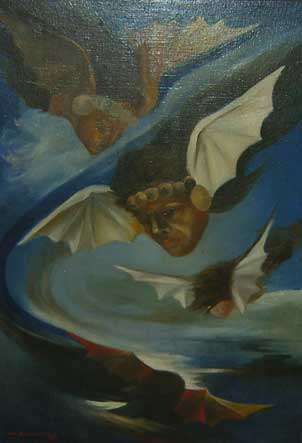
Representación en óleo del Chon-chon o Tué-Tué.

El Chonchón, Chon-chon, Quilquil, Totué o El mau es una criatura perteneciente a la mitología mapuche, y posteriormente asimilada a las mitología chilena y de algunas regiones de Argentina.
Se le relaciona o se cree que el mito está basado en alguna especie de mochuelo (indicando como más probable al Pequén). Mientras algunas otras versiones lo relacionan con el queltehue. 
Igualmente se cree que posiblemente esté relacionado con o haya influenciado el origen de otros mitos de aves fantásticas de la mitología chilota, como el Coo y el Raiquén y posiblemente otras aves de la mitología de la patagonia; que según las tradiciones son consideradas como un tipo de "ave agorera" (ave de mala suerte)

## Descripción
El Chonchón se presenta como una extraña ave de plumas color gris ceniciento, formada a partir de una cabeza humana; de la que nacería garras afiladas y unas enormes orejas que usa a modo de alas para volar. Esta criatura emitiría un fatídico grito que sonaría "tué, tué", siempre aparece porque la persona que lo escucha esta cerca de la muerte.
Originalmente en la cultura Mapuche, la leyenda se refería como Chonchón a la transformación que realizaría el Calcu; el cual practica el mal con la ayuda de los espíritu wekufe. Posteriormente al ser asimilada esta creencia a la tradición de la colonia de Chile, la transformación a Chonchón sería asociada al poder de los brujas y brujos que sirven al diablo.

## Leyenda
Cuenta la leyenda que el chon-chon es una presencia maligna y muy temida en las zonas  rurales y urbanas (aunque con menos probabilidad) de Chile. El miedo a esta criatura se debe a que ésta sería realmente un Calcu (mapuche que practica el mal con espíritus), o una bruja o brujo poderoso que conoce el secreto de los Calcu sobre al misterioso poder de volar transformados en el temido Chon-chón.
El Calcu o el brujo/bruja realizaría la transformación en Chon-chón untándose una mágica crema en la garganta.
Esta mágica crema haría que se le desprenda la cabeza del resto del cuerpo o que este último, adquiriendo esta un plumaje, garras afiladas y grandes orejas que se transformarían en alas para poder volar; y si lo desea y es poderoso, incluso podría realizar una transformación completa para adquirir la forma de una especie de búho o lechuza. Así podría dejar el cuerpo en su casa y realizar fácilmente sus actividades malignas.
En el caso de los brujos o brujas, al momento de comenzar el vuelo además recitarían la siguiente frase: Sin Dios ni Santa María, con lo cual el diablo les otorgaría más poder, para así lograr esta transformación; pero si se equivocaba y recitaba otras palabras, sufriría una gran caída.
Al transformarse el cucu dejando su cuerpo en su casa, debe siempre recordar que es necesario tener otro mágico ungüento para volver a su forma humana. Si se le perdiera, ocultara o destruyese su ungüento, el Chonchón volaría en picada hacia el suelo para matarse, ya que no soportaría el destino de quedar transformado para siempre en Chonchón; y en el suelo solo quedaría el cadáver de una lechuza o búho. 
La transformación a Chonchón la realizarían siempre de noche, aunque su presencia sería delatada por su fatídico y temido grito de "tué, tué". El principal objetivo de la transformación en Chonchón sería para obtener agilidad para moverse. Mediante esta forma se dirigirían hacia las reuniones que realizarían estos tipos de calcu o brujos/brujas. Igualmente como Chonchón recorrerían los lugares donde desearía hacer daño o enfermedad, revoloteando alrededor de la casa, o en el peor de los casos entraría a la habitación del enfermo, donde lucharía con el espíritu del enfermo; para que este no pueda protegerse y así el Chonchón pueda tranquilamente chupar su sangre; lo que al poco tiempo podría ocasionar la muerte del enfermo si no se actuara rápidamente. Es por ello que cuando los campesinos escuchan los gritos persistentes de tué, tué, significa que el odiado Chonchón ha salido a anunciar que se puede producir una futura muerte de algún ser querido.